# 深灣 (南丫島)
深灣（英語：Sham Wan）是香港南丫島東南部一個深凹的海灣，面對南中國海，對出有大角和圓角兩個海角。
深灣遺址從1971年開始發掘，發現不少文物，證實在新石器時代中期（公元前4000-2200年）已有人於深灣聚居。
深灣沙灘更是全香港唯一仍有綠海龜定時前來產卵的海灘，也是華南碩果僅存的綠海龜產卵地之一。由於深灣對綠海龜的存活非常重要，政府於1999年6月將深灣沙灘和附近的淺水水域劃為具特殊科學價值地點。自2021年開始深灣限制地區由約0.5公頃的深灣沙灘擴展至包括面積約98.2公頃毗連該沙灘的海灣水域，而限制期亦延長至每年7個月（即4月1日到10月31日）。在每年4月1日至10月31日綠海龜繁殖季節限制遊人進入，並由漁農自然護理署職員負責定期巡查，以免影響綠海龜的繁殖，並監察綠海龜出沒及產卵的情況。任何人士未經許可進入限制地區，一經定罪，最高可被判罰五萬元。